# Підземне сховище газу Рома
Підземне сховище газу Рома — інфраструктурний об'єкт газової промисловості Австралії, що знаходиться на півдні штату Квінсленд.
Ще наприкінці 1960-х в районі містечка Рома почалась розробка газових родовищ. В якийсь момент тут створили підземне сховище газу, яке наразі використовує виснажені поклади отразу трьох родовищ – розташованих поруч Графтон-Рендж і Плезант-Гіллз та віддаленого на два десятки кілометрів від них Pickanjinnie.
Загальна ємність сховища становить 1,33 млрд м3. Добова пропускна здатність дорівнює 2 млн м3 (як на закачування, так і на відбір), для чого використовують сім свердловин.
Робота з газотранспортною системою відбувається через газовий хаб у Валлумбіллі, який сполучений з трубопроводами Валлумбілла – Брисбен, Валлумбілла – Гладстон – Рокгемптон, Валлумбілла — Мумба, Ферв'ю – Валлумбілла, Спрінг-Галлі – Валлумбілла, Ріді-Крі – Валлумбілла, Віндібрі – Валлумбілла, Талінга – Валлумбілла (всі вони окрім Валлумбілла – Брисбен є бідирекціональними). Також є відомості, що Ферв'ю – Валлумбілла має пряме з’єднання зі сховищем.